# Саид Джара
Саид Хасан Джара (на английски: Sayid Hassan Jarrah) e герой от сериала „Изгубени“. Ролята се изпълнява от Навийн Андрюс. В българския дублаж Саид се озвучава от Борис Чернев, от Георги Тодоров в дублажа на четвърти сезон на AXN и от Тодор Георгиев в пети и шести сезон на AXN.

## Преди катастрофата
Той е 35-годишен бивш войник от иракската армия, който е пленен от американците и е вербуван от тях да разпитва бившите си началници, които са допринесли за унищожаването на родното му място. Така той става експерт в изтръгването на истината по насилствен начин. В живота му има и една мистична жена, на която той помага, но която е далеч от него. Използвайки именно нея американските власти го вербуват за мисия в Австралия, след която той се озовава самолета на компания „Океаник“.